# فرانسیس دادی انگویه
فرانسیس دادی انگویه (انگلیسی: Francis Dady Ngoye؛ زادهٔ ۴ ژانویهٔ ۱۹۹۰) بازیکن فوتبال است.